# Липикъяха
Липикъяха (устар. Липк-Ях) — река в Ханты-Мансийском АО России. Устье реки находится в 274 км по правому берегу реки Большой Юган. Длина реки составляет 107 км, площадь водосборного бассейна 560 км².
Высота истока — 89,6 м над уровнем моря. Высота устья — 39 м над уровнем моря.

## Притоки
- 25 км: Кочуигый (лв)
- 58 км: Ай-Липикъяха (лв)
- Клестовый (лв)

## Данные водного реестра
По данным государственного водного реестра России относится к Верхнеобскому бассейновому округу, водохозяйственный участок реки — Обь от города Нефтеюганск до впадения реки Иртыш, речной подбассейн реки — Обь ниже Ваха до впадения Иртыша. Речной бассейн реки — (Верхняя) Обь до впадения Иртыша.